# Vall d'Hebron (métro de Barcelone)
Vall d'Hebron est une station de la ligne 3 et le terminus de la ligne 5 du métro de Barcelone.

## Situation sur le réseau
La station est située sous la promenade de la Vall d'Hebron (Passeig de la Vall d'Hebron), sur le territoire de la commune de Barcelone, dans le district d'Horta-Guinardó.

## Histoire
La station de la ligne 3 ouvre au public le 6 novembre 1985, à l'occasion de la mise en service d'un tronçon reliant Lesseps à Montbau. Elle est mise en service pour la ligne 5 en juillet 2010 à la suite de la construction d'une extension à partir de Horta.

## Services aux voyageurs

### Accès et accueil
La station possède deux voies et deux quais latéraux pour la ligne 3, et un quai central et deux voies sur la ligne 5.

## À proximité
La station se situe à proximité du centre hospitalier universitaire Vall d'Hebron.